# Emil Senff
Emil Senff (ur. 1807, zm. 1879) – niemiecki prawnik, polityk, radny, radca miejski, Honorowy Obywatel Bydgoszczy.

## Życiorys
Urodził się 22 października 1807 r. w Chojnicach. Był synem Nathanaela Wilhelma, tamtejszego kupca i Dorothei z domu Falck. W 1815 r. rodzina przeniosła się do Bydgoszczy. 
Uczęszczał do miejscowego Królewskiego Gimnazjum im. Fryderyka Wilhelma, gdzie w 1825 r. złożył egzamin dojrzałości. Potem odbył studia prawnicze na uniwersytetach: w Heidelbergu, Królewcu i Berlinie. W 1835 r. jako młody prawnik otworzył kancelarię adwokacką w Inowrocławiu. Wówczas też nauczył się języka polskiego. Nie brakowało mu klientów i firma doskonale prosperowała. 
W końcu lat 40. XIX w. powrócił do Bydgoszczy, gdzie w 1850 r. otworzył kancelarię adwokacką i notarialną. Prowadził ją do 1857 r. Rychło stał się człowiekiem majętnym, niezależnym finansowo, a podstawą jego egzystencji był zgromadzony kapitał. Obok działalności prawniczej zaangażował się w pracy w administracji miejskiej. 10 stycznia 1855 r. wybrano go radcą miejskim, członkiem bydgoskiego magistratu. Funkcję tę pełnił do 1858 r. W 1856 r. odegrał istotną rolę w obronie burmistrza bydgoskiego Friedricha Heyne, który padł ofiarą nagonki politycznej zorganizowanej z inspiracji prezydenta Regencji w Bydgoszczy – Juliusa von Schleinitza. W 1861 r. został wybrany radnym miejskim Bydgoszczy, w latach 1868–1869 pełnił stanowisko przewodniczącego rady. 
W maju 1848 r. znalazł się wśród posłów do niemieckiego Zgromadzenia Narodowego we Frankfurcie, wybrany z inowrocławskiego okręgu wyborczego. W okresie poprzedzającym był orędownikiem równouprawnienia wyborczego ludności zamieszkującej tereny dawnego obwodu nadnoteckiego i czterech powiatów w poznańskim okręgu regencyjnym. Odmawiano ich bezpośredniego udziału w niemieckim parlamencie ze względu na znaczny udział mieszkańców narodowości polskiej. Obawiano się, że drogą wyborów Polacy zdobędą własnych przedstawicieli w parlamencie. Emil Senff wystąpił z mową parlamentarną na posiedzeniu zgromadzenia 24 lipca 1848 r. w kościele pw. Pawła Apostoła we Frankfurcie nad Menem. Przedstawił w niej historyczny rozwój tej części terytoriów po ich włączeniu do państwa pruskiego. Podkreślił postępy procesu germanizacji tych ziem, lecz również konieczność zrównania ich statusu wyborczego, tak aby zamieszkali tam Niemcy byli pełnoprawnymi obywatelami związku państw niemieckich. 
W parlamencie frankfurckim Senff działał tylko do końca sierpnia 1848 r. Równocześnie był członkiem frakcji lewicowej Zgromadzenia Narodowego w Berlinie. Potem znalazł się wśród członków Izby Posłów sejmu pruskiego reprezentując kilka frakcji parlamentarnych. W latach 60. XIX w. był jednym z założycieli Deutsche Fortschrittspartei. W 1867 r. wycofał się z aktywnej działalności politycznej, a w 1869 r. opuścił również Bydgoszcz, przenosząc się do Drezna. W mieście tym zmarł, 4 maja 1879 r. 
Zgodnie z ostatnią wolą zmarłego jego zwłoki zostały spopielone. Kremacji dokonano w pierwszym w Niemczech krematorium w Gocie. Urna z prochami 28 listopada 1879 r. została przewieziona do Bydgoszczy i złożona na cmentarzu ewangelickim przy ul. Jagiellońskiej. 
Emil Senff był żonaty z Pauline z domu Hoyer. Miał kilkoro dzieci. W Bydgoszczy zamieszkiwał przy ul. Poznańskiej.

## Honorowy Obywatel Bydgoszczy
16 września 1869 r. rada miejska Bydgoszczy podjęła uchwałę o nadaniu mu godności Honorowego Obywatela Bydgoszczy. W uzasadnieniu wyróżnienia podkreślono jego poświęcenie w pracy na rzecz miasta, z którym czuł się związany uczuciowo. Poświęcił mu najlepsze lata swojego życia. 